# Benedek Katalin (dramaturg)
Benedek Katalin (Budapest, 1934. augusztus 27. – Budapest, 2002. július 14.) Balázs Béla-díjas magyar forgatókönyvíró, dramaturg.

## Életpályája
1953-1958 között a Színház- és Filmművészeti Főiskola dramaturg szakán tanult. 1958-1980 között a Magyar Rádió és Televízió Irodalmi- és Drámai Főszerkesztőségének dramaturgja, főmunkatársa volt. 1982-1983 a Játékszín dramaturgja volt. 1986-1997 között a Magyar Televízió, TV-film és TV-játék Főszerkesztőség Magyar Klasszikus Dramaturgiájának vezetője volt. 2002-ben hunyt el.
Lendvai György és Deme Gábor mellett, 1958-ban az első szakirányú végzettséggel rendelkező, s a Magyar Televíziónál dramaturgként elhelyezkedő fiatalok egyike. Határozott értékrendű, ízlésvilágú szakember, életműve – 95 tévéjáték, tévéfilm és 120 rövidebb-hosszabb, szerkesztésében készült műsor – egységes színvonalú, időtálló alkotás. A legjelentősebb kortársírókkal dolgozott, Galgóczi Erzsébet, Császár István, Szakonyi Károly, Csurka István, Kertész Ákos állandó televíziós dramaturgja.

### Családja
Férje Gyárfás Miklós volt, lányuk Gyárfás Juli. Veje Karinthy Márton volt.

## Fontosabb önálló tévéjáték, tévéfilm forgatókönyvei, adaptációi
- A Szülők, nevelők c. sorozat hat epizódjának forgatókönyvírója 1968-ban. (rendező: Katkics Ilona)
- A vendég – tévéfilm, 1971. (rendező: Dömölky János)
- Fent a Spitzbergáknál – tévéfilm, 1978. (rendező: Zsurzs Éva)
- Míg új a szerelem – Móricz Zsigmond műve nyomán írt forgatókönyvet 1985-ben ( rendező: Szőnyi G. Sándor)
- Isten teremtményei – tévéfilm, forgatókönyv Szabó István novelláiból, rendező: Gaál István. A film 1986-ban elnyerte a Prágai Filmfesztivál nagydíját.

## Dramaturg munkái
- Menekülés a börtönbe – (1962) írta: Kovács Judit, Fodor Ágnes,  rendező: Mihályfi Imre
- Május – (1963) írta: Szép Ernő,  rendező: Ádám Ottó
- Kakuk Marci szerencséje – (1966) írta: Tersánszky Józsi Jenő,  rendező: Markos Miklós
- Talpsimogató – (1968) írta: Déry Tibor,  rendező: Szitányi András
- Bolond és szörnyeteg – (1973) írta: Sarkadi Imre,  rendező: Esztergályos Károly
- Borika vendégei – (1967) írta: Mándy Iván,  rendező: Bán Frigyes
- Gabi – (1976) írta: Somogyi Tóth Sándor,  rendező: Mamcserov Frigyes
- Az ember evvel a nagy sebével – (1976) írta: Császár István,  rendező: Dömölky János
- Napraforgó – (1976) írta: Krúdy Gyula,  rendező: Horváth Z. Gergely
- Ki lesz a bálanya – (1978) írta: Csurka István,  rendező: Dömölky János
- A fürdőigazgató – (1979) írta: Berha Bulcsú,  rendező: Várkonyi Gábor
- Névnap – (1980) írta: Kertész Ákos,  rendező: Zsámbéki Gábor
- Bolondnagysága – (1982) írta: Galgóczi Erzsébet,  rendező: Nemere László
- Az utolsó nyáron – (1993) írta: Csengey Dénes,  rendező: András Ferenc

## Díjai, elismerései
- Balázs Béla-díj (1994)
- MTV Elnöki Nívódíjak